# Olaf Distelmeier
Olaf Distelmeier (* 10. März 1958) ist ein deutscher ehemaliger Fußballspieler. In den 1980er-Jahren spielte er für die Betriebssportgemeinschaft (BSG) Wismut Aue in der DDR-Oberliga, der höchsten Liga im DDR-Fußball.

## Sportliche Laufbahn
Bis 1976 spielte Olaf Distelmeier Fußball bei der viertklassigen BSG Chemie Leuna. Zur Saison 1976/77 wechselte er zur BSG Stahl Thale in die zweitklassige DDR-Liga. Nachdem er in Thale aber nur in der Hinrunde fünfmal aufgeboten worden war und keinen Einsatz über die volle Spieldauer bestreiten konnte, wechselte er zur Rückrunde zur viertklassige BSG Motor Zeulenroda. Er verhalf ihr sofort zum Aufstieg in die Bezirksliga, wo er mit der Mannschaft bis 1979 spielte. In diesem Jahr stieg er mit der BSG Motor in DDR-Liga auf. Die Mannschaft konnte sich nur ein Jahr in der Zweitklassigkeit halten, Distelmeier gehörte jedoch zu den Aktivposten. Er bestritt alle 22 Punktspiele, in denen er bis auf zwei Ausnahmen (Einsatz im Mittelfeld) als Linksaußenstürmer aufgeboten wurde. Mit seinen sieben Treffern wurde er zudem Torschützenkönig bei Zeulenroda.
Nach dem Abstieg wechselte Distelmeier zum DDR-Ligisten BSG Wismut Gera. In der Saison 1980/81 eroberte er sich, weiterhin als linker Stürmer spielend, ebenfalls einen Stammplatz. Wieder wurde er in allen 22 Ligaspielen eingesetzt und wurde auch in Gera mit 16 Toren bester Schütze.
Distelmeiers guten Leistungen veranlassten den Spitzenklub der Sportvereinigung Wismut in Aue sich den Spieler als Ersatz für den ausgeschiedenen Stürmer Dieter Schüßler in die eigenen Reihen zu holen. Dem in der Oberliga unerfahrenen Distelmeier gelang es in der Saison 1981/82 jedoch nicht, die Lücke vollwertig zu füllen. Nach zwei Versuchen über 90 Minuten als Stürmer kam er in der Folgezeit fast nur noch als Einwechselspieler zum Zuge. Erst in der Rückrunde kam er in sieben Vollzeiteinsätzen zum Einsatz. Insgesamt bestritt Distelmeier 22 der 26 Oberligaspiele, in denen er auch vier Tore erzielte.
Zu Beginn der Spielzeit 1982/83 startete Distelmeier mit drei Startelfeinsätzen (zweimal 90 Minuten lang) und einem Tor, wurde dann aber für 18 Monate zum Wehrdienst in der Nationalen Volksarmee einberufen. In dieser Zeit konnte er bei der Armeesportgemeinschaft Vorwärts in Wolfen weiter Fußball spielen.
Im Mai 1984 kehrte Distelmeier wieder zu Wismut Aue zurück, wo er noch in den letzten drei Oberligaspielen der Saison 1983/84 zweimal als Einwechsler und einmal für 90 Minuten eingesetzt wurde. Auch in der folgenden Spielzeit bestritt er nur zu Saisonbeginn drei Oberligaspiele, wobei er bei seinem ersten Einsatz zu einem Torerfolg kam.
Noch während der Hinrunde schloss sich Distelmeier wieder Wismut Gera an. Dort übernahm er den Platz von Martin Trocha, der zu Sachsenring Zwickau gewechselt war, und wurde bis zum Ende der Saison in 14 DDR-Ligaspielen wie von ihm gewohnt als Linksaußen aufgeboten. Dabei deutete er bereits seine frühere Torgefährlichkeit mit vier Treffern an. Vier Tore schoss er auch in der Saison 1985/86, kam in den 34 Ligaspielen jedoch nur 20-mal zum Einsatz. Er hatte auch keine Stammposition mehr, sondern wurde variabel im Angriff aufgeboten. 1986/87 hatte Distelmeier seine erfolgreichste Geraer Saison. Er fehlte nur bei einem der 34 Ligaspiele, in denen er hauptsächlich als rechter Stürmer agierte. Mit zwölf Treffern wurde er zum Torschützenkönig seiner Mannschaft. Im Alter von 29 Jahren bestritt Distelmeier 1987/88 seine letzte Spielzeit in der DDR-Liga. Mit sieben Punktspieltoren war er noch zweitbester Geraer Torschütze, fehlte aber in dieser Saison bei sechs Ligaspielen. Nur 21-mal stand er in der Startelf.
Für die Saison 1988/89 meldete Wismut Gera Distelmeier zwar wieder für den DDR-Liga-Kader, doch kam er in den Punktspielen der 1. Mannschaft nicht mehr zum Einsatz. Noch im Laufe der Saison kehrte er wieder zu Motor Zeulenroda zurück, wo er zunächst noch in der Bezirksliga aktiv war und später als Trainer wirkte.